# غيفتون نويل - وليامز
غيفتون نويل - وليامز (بالإنجليزية: Gifton Noel-Williams)‏ (21 يناير 1980 في المملكة المتحدة - ) هو لاعب كرة قدم بريطاني في مركز الهجوم. شارك مع منتخب إنجلترا تحت 18 سنة لكرة القدم. أما مع النوادي، فقد لعب مع برايتون أند هوف ألبيون وريال مورسيا وستوك سيتي ونادي إلتشي ونادي بيرنلي ونادي ميلوول ونادي واتفورد ويوفل تاون وDFW Tornados ‏ وDaventry Town F.C. ‏ وAustin Aztex FC ‏.

## وصلات خارجية
- غيفتون نويل - وليامز على موقع قاعدة بيانات كرة القدم.إي يو (الإنجليزية)
- غيفتون نويل - وليامز على موقع Soccerbase.com (لاعب) (الإنجليزية)
- غيفتون نويل - وليامز على موقع عالم كرة القدم.نت (الإنجليزية)